# Rose
 For alternative betydninger, se Rose (flertydig). (Se også artikler, som begynder med Rose)
 Ikke at forveksle med Rosevindue.
Rose (Rosa) er en slægt, der er udbredt med flere end 100 arter i Nordamerika, Europa, Asien og Nordafrika. Både de vildtvoksende arter og de fremavlede kulturplanter er berømte for deres blomsterskønhed og duft. Det er stedsegrønne eller løvfældende buske med opret, overhængende eller klatrende vækstform. Stænglerne er ofte forsynet med barktorne. Bladene er spredtstillede og uligefinnede med ovale eller elliptiske småblade, der har savtakket rand. Blomsterne er regelmæssige og 5-tallige med hvide, gule, røde eller lyserøde kronblade. Frugterne er hyben med mange frø.

## Etymologi
Navnet rose kommer fra fransk, der har overtaget det fra latin rosa. Her er det indlånt fra græsk rhodion (oprindeligt wrodion), som kommer fra semitisk warda = "rose".

## Blomsterbetydninger
Hvis man kigger på blomsterbetydninger, symboliserer roser kærlighed, uanset farven, afhængigt af farven kan de også betyde følgende:
| En enkelt lyserød rose | Simpelhed                   |
| Hvide roser            | "Jeg er dig værdig"         |
| Gule roser             | Jalousi, mindsket kærlighed |
| Mørkerøde roser        | Forlegenhed                 |
| Roser uden torne       | Tidlige forbindelser        |

## Kommerciel udnyttelse
Roser dyrker mange steder i verden kommercielt, bl.a. til produkter indenfor kosmetik. I Europe er Rosendalen i Bulgarien centrum for dyrkningen, og halvdelen af verdens produktion af roser stammer herfra.

## Arter
Et udvalg af arter med danske navne:
| - Finsk rose (Rosa acicularis) - Hunderose (Rosa canina) - Carolinarose (Rosa carolina) - Blågrøn rose (Rosa dumalis) - Fransk rose (Rosa gallica) - Kobberrose (Rosa glauca) - Honningrose (Rosa helenae) - Moskusrose (Rosa moscata) - Mangeblomstret rose (Rosa multiflora) | - Skinnende rose (Rosa nitida) - Sumprose (Rosa palustris) - Bjergrose (Rosa pendulina) - Æblerose (Rosa rubiginosa) - Rynket rose (Rosa rugosa) - Omeirose (Rosa sericea) - Klitrose (Rosa spinosissima) - Glansbladet rose (Rosa virginiana) - Hugos rose (Rosa xanthina forma hugonis) - Langstilket filtrose (Rosa tomentosa) |

### Andre arter
| - Rosa abietina - Rosa abyssinica - Rosa agrestis - Rosa albertii - Rosa amblyotis - Rosa arkansana - Rosa arvensis - Rosa baltica - Rosa banksiae - Rosa banksiopsis - Rosa beggeriana - Rosa bella - Rosa blanda - Rosa bracteata - Rosa brunonii - Rosa cabulica - Rosa californica - Rosa caudata - Rosa cerasocarpa - Rosa chinensis - Rosa clinophylla - Rosa coriifolia - Rosa corymbifera - Rosa corymbulosa - Rosa cymosa | - Rosa davidii - Rosa davurica - Rosa doluchanovii - Rosa ecae - Rosa elegantula - Rosa elliptica - Rosa fedtschenkoana - Rosa filipes - Rosa foetida - Rosa foliolosa - Rosa forrestiana - Rosa gentiliana - Rosa giraldii - Rosa glomerata - Rosa graciliflora - Rosa gymnocarpa - Rosa hemisphaerica - Rosa hemsleyana - Rosa henryi - Rosa iberica - Rosa jundzillii - Rosa kokanica - Rosa laevigata - Rosa laxa - Rosa leschenaultiana | - Rosa longicuspis - Rosa luciae - Rosa macrophylla - Rosa mairei - Rosa majalis - Rosa manca - Rosa maracandica - Rosa marretii - Rosa marschalliana - Rosa maximowicziana - Rosa micrantha - Rosa microcarpa - Rosa minutifolia - Rosa miyoshii - Rosa mollis - Rosa montana - Rosa moyesii - Rosa multibracteata - Rosa murielae - Rosa nanothamnus - Rosa nitidula - Rosa nutkana - Rosa oxyodon - Rosa persetosa - Rosa persica | - Rosa phoenicia - Rosa pisocarpa - Rosa platyacantha - Rosa pouzinii - Rosa prattii - Rosa pulverulenta - Rosa roxburghii - Rosa rubus - Rosa sabini - Rosa sambucina - Rosa saturata - Rosa schrenkiana - Rosa sempervirens - Rosa serafinii - Rosa sericea - Rosa sertata - Rosa setigera - Rosa setipoda - Rosa sherardii - Rosa sicula - Rosa sikangensis - Rosa sinowilsonii - Rosa soulieana - Rosa squarrosa - Rosa stellata | - Rosa suffulta - Rosa sweginzowii - Rosa tomentosa - Rosa turcica - Rosa turkestanica - Rosa tuschetica - Rosa villosa - Rosa webbiana - Rosa willmottiae - Rosa woodsii - Rosa xanthina - Rosa zagrabiensis |

## Hybrider
- Rosa x alba
- Rosa x borboniana
- Rosa x centifolia
- Rosa x collina
- Rosa x damascena
- Rosa x francofurtana
- Rosa x hibernica
- Rosa x kamtschatica
- Rosa x microgusa
- Rosa x noisetteana
- Rosa x odorata
- Rosa x polyantha
- Rosa x richardii

### Sortsgrupper
- Bourbonroser
- Floribundaroser
- Polyantharoser
- Tehybridroser

## Eksterne links
- Roser på Curlie (som bygger videre på Open Directory Project)
- Rose på Curlie (som bygger videre på Open Directory Project)
- Flora Linnea – Svensk planteskole i Helsingborg med mange billeder og beskrivelser